# Pattern
Pattern je tretji studijski album mednarodnega Tone Janša Quarteta, ki je izšel 5. maja 1979 pri založbi Helidon.
Skladba »Dan in vzgon« je bila posneta v živo na Ljubljanskem jazz festivalu '78, pri skladbi »Pattern« pa je sodeloval Big Band RTV Ljubljana pod taktirko dirigenta Jožeta Privška.

## Seznam skladb
Avtor vseh skladb je Tone Janša.
| Stran A | Stran A                | Stran A |
| Št.     | Naslov                 | Dolžina |
| ------- | ---------------------- | ------- |
| 1.      | „Noč‟                  | 3:40    |
| 2.      | „Labirint‟             | 5:36    |
| 3.      | „Kje so tiste stezice‟ | 3:52    |
| 4.      | „Labirint‟             | 5:36    |

| Stran B | Stran B        | Stran B |
| Št.     | Naslov         | Dolžina |
| ------- | -------------- | ------- |
| 1.      | „Pattern‟      | 5:00    |
| 2.      | „Dan in vzgon‟ | 11:05   |
| 3.      | „Rom‟          | 3:50    |
| 4.      | „Potop‟        | 4:02    |

## Zasedba
- Tone Janša – tenor saksofon, sopran saksofon, flavta
- André Jeanquartier – klavir
- Ewald Oberleitner – bas
- Miroslav Karlović – bobni

Sodelujoči
- Big Band RTV Ljubljana (B1)

## Produkcija
- Predgovor, producent: Janez Gregorc
- Dirigent: Jože Privšek (B1)
- Snemalec: Zoran Ažman (A1–B1, B3, B4), Drago Hribovšek (B2)
- Oblikovanje: Tadej Tozon
- Fotografije: Dormán László, Janez Klemenčič
- Glavni urednik: Vilko Ovsenik
- Mastering: ГАША